# Viricida
Un virucida o viricida es cualquier agente físico o químico que desactiva o destruye virus. Esto se diferencia de un fármaco antivírico, que inhibe la proliferación del virus. Los virucidas suelen estar etiquetados con instrucciones para un uso seguro y eficaz. Los virucidas no están diseñados para usarse dentro del cuerpo, y la mayoría son desinfectantes que no están diseñados para usarse en la superficie del cuerpo.
Un virucida suele actuar mediante la destrucción del ácido nucleico viral, a menudo mediante la desnaturalización o eliminación de la envoltura viral, la infectividad de los virus reduce o previene por completo. La capacidad de inactivar un virus se denomina actividad virucida  Los virucidas que solo pueden inactivar virus envueltos se denominan virucidas limitados.

## Propiedades
Los virucidas se utilizan para inactivar virus, generalmente fuera de los organismos vivos. Las sustancias utilizadas terapéuticamente contra los virus no se denominan virucidas, sino antivirales. La eficacia de un virucida depende, entre otras cosas, del virucida utilizado y de su correcta aplicación.

## Lista de virucidas
- Agua y jabón (para lavarse las manos)[8]
- Alcohol isopropílico, etanol, n-propanol[9]
- Lejía (Blanqueador con Hipoclorito).
- Dióxido de cloro (ClO2) BioVex: instalaciones, equipos, tratamiento de superficies no porosas como gimnasios, colchonetas.
- Cianovirina-N
- EP 0978289 A1 con yodo
- Griffithsin
- Interferón
- Lysol
- NVC-422
- Escitovirina
- Urumin
- Virkon desinfectante-limpiador PWS virucida (para uso veterinario)
- Zonrox
- Viricida V-Bind (para uso agrícola)
- Hipoclorito de sodio (para uso sanitario) (para uso veterinario)[10]
- Nanomedicinas basadas en liposomas[11]